# Người vô danh tính (phim 2010)
Người vô danh tính (Hangul: 아저씨, Ông chú, tựa tiếng Anh: The Man from Nowhere) là một bộ phim hành động, giật gân của điện ảnh Hàn Quốc ra mắt năm 2010, được đạo diễn, biên kịch bởi Lee Jong-beom. Phim có sự tham gia diễn xuất của nam tài tử Won Bin trong vai nhân vật chính. Vào thời điểm công chiếu, Người vô danh tính là tác phẩm ăn khách nhất năm tại các rạp chiếu ở Hàn Quốc với hơn 6 triệu lượt thăm rạp. Sản phẩm đầu tay của Lee Jeong-beom cũng nhanh chóng được phát hành tại thị trường Hoa Kỳ và Canada trong tháng 10 cùng năm. Bộ phim đánh dấu lần xuất hiện cuối cùng trên màn ảnh rộng của Won Bin kể từ năm 2010 đến nay. Năm 2016, phim được Ấn Độ mua bản quyền, làm lại với cái tên Rocky Handsome.
Chuyện phim xoay quanh cựu đặc vụ Cha Tae-sik (Won Bin) cô độc, sống qua ngày bằng nghề cầm đồ, người duy nhất anh nói chuyện trong nhiều năm là cô bé So-mi (Kim Sae-ron), đứa con gái nhỏ của Hyo-jeong – một người mẹ nghiện ma túy sống cùng khu phố. Mọi sóng gió bắt đầu ập đến khi Hyo-jeong phá hỏng phi vụ làm ăn của một đường dây buôn bán ma túy, khiến những kẻ đứng đằng sau đường dây này bắt cóc cả hai mẹ con cô. Tae-sik buộc phải lao vào nguy hiểm để giải cứu So-mi – người thân thiết nhất với anh trên thế giới này, đối mặt với cả băng đảng khét tiếng lẫn lực lượng cảnh sát, cùng với quá khứ bí ẩn của chính mình.

## Nội dung
Sau một biến cố đau thương trong quá khứ, Cha Tae-sik thuê một căn hộ nhỏ, kinh doanh cầm đồ và tự cô lập mình với xã hội. Người bạn duy nhất của anh là cô bé hàng xóm So-mi. Mẹ của So-mi, Hyo-jeong, là một vũ nữ nghiện ma túy. Bị bạn trai xúi giục, Hyo-jeong lấy trộm ma túy trong một cuộc giao dịch tại quán bar nơi cô làm việc và giấu chúng trong chiếc túi đựng máy ảnh, đem gửi ở tiệm cầm đồ của Tae-sik. Hành động mạo hiểm của Hyo-jeong không thoát khỏi tầm mắt của tên trùm Oh Myung-gyu, hắn lập tức cử hai anh em Man-seok và Jong-seok đi lấy lại số ma túy bị mất. Jong-seok tới tận nhà Hyo-jeong tra tấn cô, bắt khai ra nơi cất giấu số hàng. Sau đó, hai thuộc hạ của Jong-seok là Du-chi và Bear nhanh chóng tới căn hộ của Tae-sik hòng đe dọa anh. Với kỹ năng chiến đấu đáng kinh ngạc, Tae-sik dễ dàng hạ gục hai tên côn đồ.
Nhận ra So-mi chính là điểm yếu của Tae-sik, Jong-seok bắt cóc hai mẹ con cô bé và ép Tae-sik phải giao ma túy cho Myung-gyu. Ngay khi anh tới gặp Myung-gyu, Man-seok liền gọi điện chỉ điểm cho cảnh sát. Myung-gyu may mắn trốn thoát, Tae-sik bị bắt và phát hiện thi thể không còn nội tạng của Hyo-jeong ở trong cốp chiếc xe mà anh dùng để giao hàng.
Tae-sik trốn thoát khỏi đồn cảnh sát một cách ngoạn mục, để lại cho các điều tra viên dấu hỏi lớn về nhân thân của anh. Sau quá trình điều tra cặn kẽ, họ phát hiện ra Tae-sik vốn là một cựu đặc vụ xuất sắc của Cơ quan Tình báo Trung ương Hàn Quốc. Trong một lần đi mua sắm, Tae-sik bị một tên sát thủ bắn bị thương, còn người vợ đang mang bầu của anh thì không may qua đời. Từ đó, anh từ bỏ công việc và chọn cuộc sống ẩn dật.
Lần theo nguồn gốc chiếc điện thoại mà Jong-seok đưa cho anh để liên lạc, Tae-sik tìm được Du-chi ở một hộp đêm. Trong lúc đang tra hỏi Du-chi về tung tích của So-mi trong nhà vệ sinh, sát thủ riêng của Man-seok là Ramrowan đột ngột tấn công cả hai, Du-chi bị Ramrowan bắn chết tại chỗ. Tae-sik và Ramrowan sau đó giao đấu với nhau bất phân thắng bại, tuy nhiên Tae-sik bị trúng đạn. Anh buộc phải tìm tới nhà một đồng đội năm xưa nhờ trợ giúp. Sau khi được gắp viên đạn ra khỏi cơ thể, Tae-sik mượn một khẩu súng lục và quay lại thành phố.
Tìm tới xưởng sản xuất ma túy của Jong-seok, Tae-sik giết chết tên này và giải thoát cho nhiều đứa trẻ mồ côi đang bị ép điều chế ma túy tại đây. Có được địa chỉ của Man-seok, anh một mình tiến tới sào huyệt của hắn ở một tòa chung cư cao tầng. Ngay khi chạm mặt, Man-seok nói với Tae-sik rằng hắn đã giết So-mi và ném cho anh một bình kính đựng hai mắt của cô bé. Trong cơn thịnh nộ, Tae-sik điên cuồng tàn sát cả băng nhóm tội phạm bao gồm cả tay sát thủ kỳ cựu Ramrowan và tên đầu sỏ Man-seok.
Ngay lúc Tae-sik chuẩn bị tự sát vì mất hết lẽ sống, bất ngờ cô bé So-mi tưởng như đã chết chạy tới ôm chầm lấy anh. Hóa ra, cô bé được Ramrowan cứu mạng; đôi mắt trong chiếc bình là của tên bác sĩ tâm thần làm việc cho đường dây buôn nội tạng của Man-seok. Lực lượng cảnh sát đến ngay sau đó.
Cảnh cuối phim là khi Tae-sik xin nhóm thanh tra cho xe dừng lại ở tiệm tạp hóa nhỏ gần nhà. Anh mua cho So-mi chiếc cặp sách nhỏ và vài món dụng cụ học tập, ôm So-mi vào lòng rồi căn dặn cô bé phải sống tự lập thật tốt.

## Diễn viên
- Won Bin trong vai Cha Tae-sik
- Kim Sae-ron trong vai So-mi
- Kim Hee-won trong vai Man-seok

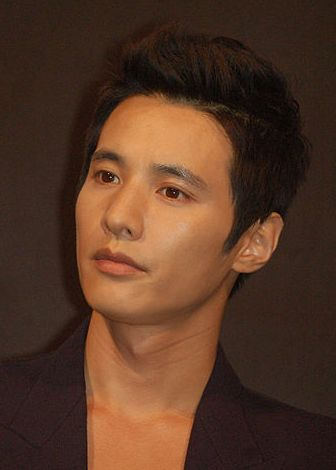
Nam diễn viên Won Bin trong buổi họp báo ra mắt phim.

- Kim Sung-oh trong vai Jong-seok, em trai Man-Seok
- Kim Tae-hoon trong vai thanh tra Kim Chi-gon
- Thanayong Wongtrakunl trong vai Lum Ramrowan
- Kim Hyo-seo trong vai Hyo-jeong, mẹ của So-mi
- Lee Jong-yi trong vai thanh tra No
- Song Young-chang trong vai Oh Myung-gyu
- Jo Seok-hyuon trong vai Moon Dal-seo
- Jo Jae-yoon trong vai Jang Doo-sik
- Hong So-hee trong vai Yeon-soo
- Hwang Min-ho trong vai Nam Sung-Sik
- Kwak Byung-Kyu trong vai thanh tra Kim
- Lee Jae-won trong vai Du-chi

## Phát hành

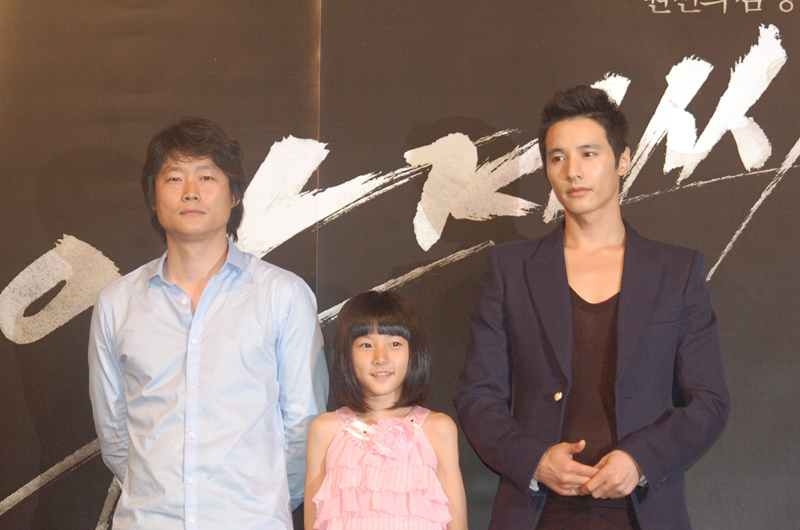
Từ trái sang phải: Đạo diễn Lee Jeong-beom, Kim Sae-ron, Won Bin.

Tại thị trường Hàn Quốc, Người vô danh tính đạt hơn 1 triệu lượt xem chỉ sau bốn ngày công chiếu, vượt qua cả bom tấn Inception của đạo diễn Christopher Nolan và nam diễn viên Leonardo DiCaprio ra rạp cùng thời điểm.
Cụ thể, trong tuần công chiếu đầu tiên bắt đầu từ ngày 6 tháng 8 năm 2010, 712.840 vé đã được bán ra. Bộ phim chiếm vị trí "ông hoàng phòng vé" tại Hàn Quốc trong suốt năm tuần liên tiếp. Tổng cộng, sau thời gian trình chiếu kéo dài 3 tháng, Người vô danh tính thu về cho nhà sản xuất 42,484,155 đô la Mỹ với hơn 6 triệu lượt xem.
Tiếp đà thành công, vào ngày 1 tháng 10 năm 2010, đơn vị chủ quản CJ Entertainment cho bộ phim phát hành thử nghiệm hạn chế tại Bắc Mỹ. Tại đây, ngay trong tuần đầu, phim đã kiếm về 35.751 đô la Mỹ tại một rạp chiếu địa phương. Sau khi mở rộng phạm vi phát hành lên 19 rạp, tổng doanh thu của phim trên toàn thị trường Hoa Kỳ và Canada là 528.175 đô la Mỹ.

## Phê bình
Tác phẩm nhận được mưa lời khen từ cả công chúng lẫn giới phê bình và được hệ thống tổng hợp kết quả đánh giá Rotten Tomatoes chấm 100%. Tính đến tháng 8 năm 2013, toàn bộ 6 trên 6 đánh giá của phim đều nhận được phê bình "Fresh" trên Rotten Tomatoes. Trích lời review của tài khoản Russell Edwards: "Bom tấn hành động Hàn Quốc, Người vô danh tính tràn ngập cảnh bạo lực tàn khốc. Diễn viên chính Won Bin (Người mẹ, Cờ Thái cực giương cao) đã hóa thân cực hay trong hình tượng người hùng mạnh mẽ, đẫm máu do Lee Jeong-beom xây dựng. Câu chuyện về gã đàn ông bí ẩn lao vào cuộc chiến băng đảng để giải cứu cho một đứa trẻ làm tôi nhớ lại bộ phim Léon."
Trang IMDb dành cho phim 7,8 điểm, số điểm khá cao đối với một bộ phim hành động. Trên Website của Viện phim Anh, Người vô danh tính được xếp trong "Top 10 phim hành động hay nhất Hàn Quốc".

## Các phiên bản làm lại
Thành công về mặt doanh thu lẫn giá trị nghệ thuật khiến Người vô danh tính được các nhà làm phim nước ngoài rất quan tâm.
Bản remake của Bollywood ra rạp năm 2016 với cái tên Rocky Handsome. Vai chính do nam diễn viên John Abraham đảm nhận.
Năm 2020, theo tờ The Hollywood Reporter, hãng New Line Cinema đang trong quá trình làm lại Người vô danh tính. Hai cái tên được giao phó nhiệm vụ sản xuất phim là Chad Stahelski và Derek Kolstad, bộ đôi đã rất thành công với thương hiệu phim John Wick.

## Bên lề
- Người vô danh tính được đạo diễn Lee Jeong-beom chấp bút viết kịch bản từ tháng 1 năm 2009. Phiên bản cốt truyện đầu tiên hoàn thành sau ba tháng, ban đầu nhân vật chính được xây dựng là một đặc vụ Bắc Triều Tiên 60 tuổi (sau đó hạ xuống còn 40 tuổi). Cuối cùng, khi Won Bin tình cờ đọc được kịch bản và ngỏ ý muốn đóng vai chính, hình mẫu nhân vật Cha Tae-sik mới chính thức được hoàn thiện.[15]
- Rất nhiều các cảnh hành động mạo hiểm trong phim đều do đích thân Won Bin thực hiện mà không cần diễn viên đóng thế.[16]
- Sở hữu đai đen Taekwondo, nhưng Won Bin lại không quá rành rõi việc sử dụng súng và dao. Anh đã tập luyện ba tháng trước khi phim khởi quay để diễn xuất tự nhiên, uyển chuyển hơn trong các cảnh chiến đấu.[16]
- Cảnh Tae-sik nhảy khỏi cửa sổ được quay đi quay lại nhiều lần với người quay phim chạy theo Won Bin.[17]
- Đúng 17 viên đạn của một băng đạn đã được Tae-sik bắn ra trong cảnh truy sát tên trùm Man-seok. Thực tế, khẩu súng mà Tae-sik dùng là khẩu Glock 19, với băng đạn 17 viên.[18][19]
- Người vô danh tính là phim đầu tay của đạo diễn Lee Jeong-beom nhưng cũng là bộ phim cuối cùng, gần nhất mà Won Bin tham gia diễn xuất.[20][21] Kể từ sau Người vô danh tính, anh không đóng bất cứ phim điện ảnh hay phim truyền hình nào mà chỉ góp mặt trong vài đoạn quảng cáo nhỏ.[22] Năm 2019, có nguồn tin cho rằng ở tuổi 42, anh đã quyết định giải nghệ và tập trung vào cuộc sống bên cạnh vợ - diễn viên Lee Na-young.[23]

## Nhạc phim
Danh sách các bản nhạc sử dụng trong phim:. 
1. The Man From Nowhere
2. In Tae - Sik s Memory
3. Trash Can
4. Mother In Danger
5. Chasing Her
6. Chain Of Mystery
7. Fights In Golf Club
8. Finding Clue
9. Dark Knight
10. Somi in Danger
11. Surviving Today
12. Agent. Tae - Sik
13. Dirty Cash - Mystery
14. His Path Of Life
15. There's No One But You
16. Shave Himself
17. Delivering Drug
18. Jump Off
19. Spit - Mystery
20. The Last Bullet
21. Ajussi
22. Dear - Mad Soul Child

## Giải thưởng
- 2010: Giải Điện ảnh Buil lần thứ 19 – Ngày 8 tháng 10[24]
  - Nhạc phim hay nhất: Shim Hyun-jung
  - Giải đặc biệt (Đánh giá độc lập): Người vô danh tính
- 2010 Liên hoan phim Philadelphia lần thứ 19 – Từ ngày 14 đến 24 tháng 10
  - "Graveyard Shift Special Mention": Người vô danh tính
- 2010: Giải Daejong lần thứ 47 – Ngày 29 tháng 10[25]
  - Nam diễn viên xuất sắc nhất: Won Bin
  - Nghệ sĩ được yêu mến: Won Bin
  - Biên tập phim xuất sắc nhất: Kim Sang-bum, Kim Jae-bum
  - Hiệu ứng hình ảnh xuất sắc nhất: Kim Tae-ui
- 2010: Giải Điện ảnh Hàn Quốc lần thứ 8 – Ngày 18 tháng 11[26][27]
  - Nam diễn viên xuất sắc nhất: Won Bin
  - Nữ diễn viên mới xuất sắc nhất: Kim Sae-ron
  - Quay phim xuất sắc nhất: Lee Tae-yoon
  - Hiệu ứng ánh sáng tốt nhất: Lee Cheol-oh
  - Biên tập phim xuất sắc nhất: Kim Sang-bum, Kim Jae-bum
  - Hiệu ứng hình ảnh tốt nhất: Park Jung-ryul (cho hạng mục phân cảnh hành động)
  - Âm nhạc tốt nhất: Shim Hyun-jung
- 2010: Giải Điện ảnh Rồng Xanh lần thứ 31 – Ngày 26 tháng 11[28]
  - Giải kỹ thuật: Park Jung-ryul (cho hạng mục phân cảnh hành động)
  - Giải nghệ sĩ được yêu mến: Won Bin
  - Giải phòng vé: Người vô danh tính
- 2010: Giải Công nghiệp "Làn sóng Hàn Quốc" lần thứ 2 – Ngày 4 tháng 12
  - Giải thưởng văn hóa đại chúng (hạng mục phim): Người vô danh tính
- 2010: Liên hoan phim Đại học Hàn Quốc lần thứ 6 – Ngày 13 tháng 12
  - Đạo diễn xuất sắc nhất: Lee Jeong-beom
  - Nam diễn viên xuất sắc nhất: Won Bin
  - Quay phim xuất sắc nhất: Lee Tae-yoon
  - Âm nhạc xuất sắc nhất: Shim Hyun-jung
- 2010: Giải Bản dựng của đạo diễn lần thứ 13 – Ngày 17 tháng 12
  - Sản phẩm tốt nhất: Opus Pictures (Lee Tae-heon) Người vô danh tính
- 2010: Giải thưởng của Hiệp hội Văn hóa đại chúng & Phương tiện truyền thông Hàn Quốc lần thứ 11 – Ngày 20 tháng 12
  - Phim của năm: Người vô danh tính
- 2011: Giải thưởng phim thường niên của Hiệp hội nhà báo điện ảnh Hàn Quốc lần thứ 2 – Ngày 27 tháng 1
  - Nam diễn viên xuất sắc nhất: Won Bin
- 2011: Giải thưởng MaxMovie lần thứ 8 – Ngày 1 tháng 2
  - Đạo diễn xuất sắc nhất: Lee Jeong-beom
  - Nam diễn viên xuất sắc nhất: Won Bin
  - Nữ diễn viên mới xuất sắc nhất: Kim Sae-ron
- 2011: Liên hoan phim giật gân quốc tế Beaune lần thứ 3 – Từ ngày 30 tháng 3 đến 3 tháng 4[29][30][31]
  - Giải thưởng lớn: Người vô danh tính
- 2011: Giải Nghệ thuật Beaksang lần thứ 47 – Ngày 26 tháng 5
  - Phim hay nhất: Người vô danh tính
- 2011: Giải Điện ảnh vàng lần thứ 33 – Ngày 1 tháng 9
  - Huy chương vàng quay phim: Lee Tae-yoon